# Dioscorea biloba
Dioscorea biloba là một loài thực vật có hoa trong họ Dioscoreaceae. Loài này được (Phil.) Caddick & Wilkin mô tả khoa học đầu tiên năm 2002.